# Hotel Arts
Hotel Arts je mrakodrap v Barceloně. Má 44 podlaží a výšku 154 metrů, dělí se tak společně s nedalekou budovou Torre Mapfre o post nejvyšší budovy města. Stojí na pobřeží v bezprostřední blízkosti přístavu a pláží. Navrhl jej architekt Bruce Graham ze společnosti Skidmore, Owings & Merrill. Výstavba probíhala v letech 1991 – 1992.